# Horace Micallef
Horace Micallef (ur. 20 września 1959) – maltański strzelec, olimpijczyk.
Uczestnik Letnich Igrzysk Olimpijskich 1992, na których wystartował wyłącznie w trapie. Zajął 39. miejsce wśród 54 strzelców. Startował na mistrzostwach świata i w Pucharze Świata. W pierwszym z turniejów był 124. na zawodach w 1994 roku. W Pucharze Świata był m.in. na 23. pozycji w trapie podwójnym w 1995 roku w Nikozji. 
Na Malcie rozgrywany był turniej jego imienia – Horace Micallef Trap Trophy.

## Wyniki

### Igrzyska olimpijskie
| Igrzyska       | Konkurencja | Wynik                        | Miejsce | Źródło |
| -------------- | ----------- | ---------------------------- | ------- | ------ |
| Barcelona 1992 | Trap        | 137 pkt. (21–24–24–22–22–24) | 39      | [ 1 ]  |